# Zwartwordende bovist
De zwartwordende bovist (Bovista nigrescens) is een paddenstoel uit de familie  Lycoperdaceae.

## Leefomgeving
De zwartwordende bovist komt voor in graslanden en in duinen. Hij is vrij zeldzaam. Verwarring is mogelijk met de meer voorkomende loodgrijze bovist (Bovista plumbea).

## Eigenschappen
Het vruchtlichaam heeft een doorsnede van 3–6 cm en is bolvormig en in het begin wit en vliezig. Later gaat deze afschilferen, waardoor het glanzende, zwartachtige weefsel eronder zichtbaar wordt. Een steel ontbreekt.
De vruchtlichamen raken vaak los van de grond. Oude, papierachtige exemplaren blijven maandenlang intact en kunnen, door de wind voortgeblazen, over grote afstanden hun sporen verspreiden.